# Escleromiosite
A escleromiosite ou síndrome de sobreposição de PM/Scl é uma doença autoimunitária. Apesar de ser uma doença rara, é uma das síndromes de sobreposição mais comuns observadas em pacientes com esclerodermia, juntamente com a MCTD e a síndrome aintissintetase. Os autoanticorpos frequentemente encontrados nestes pacientes são os anti-PM/Scl (anti-exossomo).
Os simptomas que se observam com maior frequência são sintomas típicos de doenças autoimunitárias individuais: o fenómeno de Raynaud, artrite, miosite e esclerodermia. O tratamento destes pacientes está, portanto, em grande medida dependente da exactidão do relatório médico dos sintomas do paciente e é semelhante ao tratamento de doenças autoimunitárias individuais que, amiúde, envolve quer imunosupressores quer drogas imunomoduladoras.